# Invasión de la Isla Bonaparte
La invasión de la Isla Bonaparte fue una operación anfibia llevada a cabo por Reino Unido entre el 7 y el 9 de julio de 1810, en el marco de los esfuerzos británicos por bloquear y capturar los territorios franceses en el océano Índico durante las guerras napoléonicas. Desde sitios como la Isla Bonaparte y la Isla de Francia, un escuadrón de fragatas francesas, comandado por el comodoro Jacques Hamelin, emprendía acciones contra el comercio británico. En 1809, para enfrentar esta situación, buques británicos —liderados por el comodoro Josias Rowley— atacaron Saint-Paul y capturaron una de las fragatas de Hamelin, además de que el comandante francés, Nicolas Des Bruslys, se suicidó luego del ataque.
Estas circunstancias animaron a Rowley a considerar la toma de toda la ínsula, para lo que usó como base la pequeña Isla Rodrigues. Lanzó su plan el 7 de julio de 1810, con desembarcos en varios puntos de la isla; aunque algunos hombres murieron por el oleaje, la mayoría llegó a tierra, se adentró en el territorio y, luego de atacar un puesto de avanzada, forzaron al comandante francés, Chrysostôme de Sainte-Suzanne, a pedir una tregua. Tras la invasión, los británicos pudieron concentrar sus operaciones contra la única isla francesa restante en el océano Índico, la Isla de Francia.

## Antecedentes
Das (2016) sostiene que, durante las guerras revolucionarias y las napoleónicas, las islas francesas en el océano Índico fueron un «centro de vigorosa oposición a los británicos en la India y un foco de productivo comercio». En 1808, un grupo de cuatro fragatas comandadas por Jacques Hamelin se trasladó a la Isla de Francia para emprender acciones contra el comercio británico; a lo largo del siguiente año, los barcos —dispersos a lo largo del golfo de Bengala— lograron capturar dos navíos de la Compañía Británica de las Indias Orientales en febrero, uno en julio y tres en noviembre. La escuadra francesa también se hizo con un pequeño número de buques de guerra británicos y con la fragata portuguesa Minerve.
En respuesta, el almirante británico Albemarle Bertie organizó una escuadra de navíos —encabezada por el comodoro Josias Rowley— y le ordenó operar en los alrededores de la Isla de Francia y la Isla Bonaparte con el objetivo de interceptar a los corsarios franceses. No obstante, su bloqueo era poco efectivo, por lo que, en un intento de reforzarlo y obtener una fuente de suministros, tropas comandadas por Rowley capturaron la cercana isla Rodrigues en agosto de 1809. Ese lugar representó una base para la escuadra y un «punto de partida para cualquier invasión posterior de las colonias francesas más grandes». En este sentido, un mes después, incapaz de llevar a la batalla a los navíos de Hamelin, Rowley atacó el puerto de Saint-Paul en la Isla Bonaparte con 600 tropas.
Los soldados desembarcaron en la playa sin ser notados, para luego avanzar y capturar las defensas y a la fragata francesa Caroline; el comandante francés, Nicolas Des Bruslys, se suicidó luego del ataque británico. Mikaberidze (2020) apunta que el éxito de la misión animó a Rowley a «considerar una operación más grande para apoderarse de toda la isla». Con ese objetivo, dos fragatas británicas —Boadicea y Nereide— zarparon hacia Rodrigues a mediados de junio de 1810, mientras el resto de navíos se mantuvo en los alrededores de la Isla de Francia al mando del capitán Samuel Pym, para regresar con una fuerza de 3650 hombres. Entre los pasajeros del Boadicea estaba Robert Townsend Farquhar, que debía asumir el gobierno de las islas una vez capturadas; el 6 de julio siguiente, el grupo de Rowley se reencontró con el escuadrón de Pym —integrado por el Sirius, el Iphigenia y el Magicienne—. Por su parte, en ese momento la guarnición francesa en Isla Bonaparte estaba conformada por 576 soldados y 2717 milicianos.

## Invasión
Por la mañana del 7 de julio de 1810, el conjunto de buques comandado por Rowley se dirigió a sus diferentes puntos de desembarco: una primera brigada —encabezada por el teniente coronel Frazier— debía hacer tierra en Grande Chaloupe, poco menos de diez kilómetros al oeste de Saint-Denis, y el resto en Rivière des Pluies, casi cinco kilómetros al este. Por la tarde, mientras el grueso del grupo de combate atrajo la atención de la guarnición francesa en los alrededores de Sainte-Marie, una brigada de 950 soldados con algunos obuses desembarcó sin enfrentar oposición en Grande Chaloupe. Por su parte, el teniente John Wyatt Watling ocupó, con un pequeño grupo de soldados, una cumbre desde la que proteger al resto de tropas durante la noche. En Rivière des Pluies, cuatro personas murieron ahogadas durante el desembarco de 150 soldados y unos marineros del Nereide por el fuerte oleaje; para hacer frente a las condiciones, el teniente coronel Henry Keating ordenó emplear al bergantín Ulney como rompeolas que, sin embargo, únicamente protegió a unos cuantos botes, por lo que el desembarco completo no se logró en el resto del día.
En la mañana del día siguiente, del Boadicea lograron desembarcar Keating y algunas tropas, mientras que del Iphigenia hicieron lo propio otras más a lo largo del día. Mientras tanto, el conjunto de Frazier se mantuvo activo en sus ataques —acometieron un puesto de avanzada— y con ello forzaron al comandante francés de la isla, Chrysostome Sainte-Suzanne, a pedir una tregua. Tal fin de las hostilidades se pactó a las 18:00 horas y, con ello, la Isla Bonaparte pasó a manos británicas; en ese bando hubo veintidós muertos y 79 heridos. El 9 de julio, el velero corsario Edward trató de escapar, pero una barcaza comandada por el teniente William  Norman la persiguió —por casi doce horas— y capturó, con lo que encontraron dentro del navío despachos de Francia.

## Consecuencias
El 9 de julio, Robert Townsend Farquhar desembarcó del Boadicea y asumió el gobierno de la isla. Una vez finalizada la invasión, el Sirius retornó a su posición a las afueras de la Isla de Francia, donde destruyó una goleta. Por otra parte, los británicos le restituyeron a la Isla Bonaparte su nombre previo de Isla de Borbón. Según Mikaberidze (2020), esta fue una «significativa victoria británica porque [Borbón] proveyó ancladeros seguros para la Marina Real y le permitió a los británicos concentrar sus operaciones contra la única isla francesa restante en el océano Índico, la [Isla de Francia]».